# Acacioiassus serena
Acacioiassus serena är en insektsart som beskrevs av Melichar 1904. Acacioiassus serena ingår i släktet Acacioiassus och familjen dvärgstritar. Inga underarter finns listade i Catalogue of Life.